# Laura Flaqué
Laura Flaqué Centellas (Barcelona, España; 21 de agosto de 1963) es una exnadadora olímpica y exwaterpolista  internacional española, ganadora de un diploma olímpico en Moscú 1980. Es hermana de la también exnadadora Lidia Flaqué.

## Trayectoria

### Natación
Desarrolló su carrera como nadadora en el Club Natació Montjuïc. Fue campeona de España de Verano de 200 m braza (1980), 4 × 100 m estilos (1980) y 4 × 100 m libre (1978 y 1983). En su palmarés sumó también doce Campeonatos de Cataluña absolutos.
Participó en los Juegos Mediterráneos de 1979, donde obtuvo tres diplomas, en las pruebas de 400 m estilos y 100 m y 200 m braza. Formó parte del equipo español en los Juegos Olímpicos de Moscú 1980, disputando la final de relevos 4 × 100 m libre, logrando un diploma olímpico con una plusmarca nacional que se mantuvo vigente durante nueve años. En 1981 disputó esta misma prueba en el Campeonato de Europa en Split.

### Waterpolo
Tras dejar la natación continuó vinculada al Club Natació Montjuïc como waterpolista, siendo una de las pioneras de este deporte en España. Posteriormente jugó en el Club Esportiu Mediterrani y en el Club Natació Catalunya, con el que fue campeona de liga en 1991. 
Jugó 35 partidos con la selección de waterpolo de España, con la que participó en el Campeonato de Europa de 1995. 